# David Berkoff
David Charles Berkoff (* 30. November 1966 in Philadelphia) ist ein ehemaliger US-amerikanischer Schwimmer und zweifacher Olympiasieger.
Berkoff studierte Anthropologie an der Harvard University. Während seiner Studienzeit perfektionierte er mit seinem Trainer Joe Bernal den Unterwasserstart beim Rückenschwimmen, auch bekannt als „Berkoff Blastoff“, wo er ungefähr die ersten 35 bis 40 Meter in 1,5 Meter Tiefe tauchend zurücklegte. Mit dieser Technik konnte er bei den Olympischen Sommerspielen 1988 in Seoul im Vorlauf den Weltrekord über 100 Meter auf 54,51 Sekunden verbessern. Im Finale gewann er schließlich die Silbermedaille. Daneben war er Mitglied in der US-Schwimmstaffel über 100 m Lagen und gewann mit dieser die Goldmedaille. 
Nach den Olympischen Spielen 1988 begrenzte der Sportverband Fédération Internationale de Natation das Tauchen auf die ersten 15 Meter einer Lage (Schmetterling, Freistil und Rücken), die Ausnahme ist die Brustlage.
Vier Jahre später, bei den Olympischen Sommerspielen in Barcelona, gewann er erneut Gold mit der US-Schwimmstaffel über 100 m Lagen und eine Bronzemedaille im Einzelwettkampf über 100 m Rücken. 2005 wurde Berkoff in die International Swimming Hall of Fame aufgenommen. Heute arbeitet Berkoff als Anwalt und lebt und unterrichtet in Missoula, Montana. Zusammen mit Matt Biondi gründete er die Delphys Foundation for Marine Study, eine Stiftung, welche insbesondere Delphine und Wale in ihrer natürlichen Umgebung studiert.
David Berkoffs Tochter Katharine Berkoff schwamm bei den Olympischen Spielen 2024.